# Kabarett aus Franken
Kabarett aus Franken ist eine Kabarettsendung im BR Fernsehen, die seit dem 11. Februar 2000 einmal im Monat ausgestrahlt wird. Zunächst lief sie freitags um 22:30 Uhr als 60-minütige Sendung, seit der Programmreform 2013 immer donnerstags um 21:00 Uhr und nur noch 45-minütig. Moderiert wurde sie von Oktober 2014 bis Januar 2024 vom Comedian Ingo Appelt. Regelmäßig in die Sendung zugeschaltet wurde Roman Sörgel alias Bembers von der fränkischen Comedy-Band Wassd scho? Bassd scho! Seit März 2024 ist Markus Barth der Moderator. Die Sendung wird im Studio Franken in Nürnberg aufgezeichnet.

## Gäste (Auswahl)
Es werden sowohl Newcomer als auch altbekannte Prominente eingeladen. Bisher waren dies u. a. Klaus Karl-Kraus, Sascha Grammel, Florian Schroeder, Christian Springer als Fonsi Wachtlinger, Henning Schmidtke, Waltraud und Mariechen, Knacki Deuser, Sascha Korf, Lizzy Aumeier, Ingo Appelt, Bernd Regenauer, Michl Müller, Simone Solga, Dieter Nuhr, Wolfgang Krebs, Helmut Schleich oder Andreas Rebers.